# Romain Louis Moniez
Romain Louis Moniez est un médecin et un zoologiste français, né en 1852 et mort en 1936 spécialiste en parasitologie.

## Biographie
Après ses études à la faculté de Lille, Romain Moniez est recruté en 1877 comme préparateur dans le laboratoire d'Alfred Giard. Il soutient son doctorat en médecine, Essai monographique sur les Cysticerques, en 1880 puis sa thèse de sciences avec pour titre Mémoire sur les cestodes  l'année suivante.
En 1881, il devient professeur à la faculté de médecine de Lille. De 1884 à 1898, il occupe la chaire d'histoire naturelle de la Faculté de Médecine de Lille. En 1889, il publie un volume intitulé Les parasites de l'homme. Une seconde édition paraît sous le titre de Traité de Parasitologie animale et végétale appliquée à la médecine en 1896.
Avec ses collègues Paul Hallez et  Théodore Barrois, il fonde la Revue biologique du Nord de la France qui publie 7 numéros de 1889 à 1895.
Il préside la Société zoologique de France en 1897.
En 1898, il est nommé inspecteur d'académie hors cadre à Paris. En 1905  il devient recteur de l'Académie de Grenoble, puis de 1908 à 1922 recteur de l'Académie de Caen.